# Sophia (The Walking Dead)
Sophia Peletier es un personaje ficticio de la serie de cómics de The Walking Dead y es interpretada por Madison Lintz en la serie de televisión del mismo nombre. Ella es la hija de Carol Peletier, que es ferozmente protectora con ella. Se vuelve una gran amiga de Carl Grimes luego del brote zombi. Ella se convierte en un punto focal importante en ambos medios, a pesar de su limitada participación en muchos de los conflictos centrales que enfrentan los otros personajes. Es el personaje femenino con más participación en los cómics, luego de presentarse la muerte de Andrea en la serie.

## Apariciones

### Serie de Cómics
Sophia es presentada en el número 2 en el campamento inicial establecido por los sobrevivientes del brote en las afueras de la ciudad de Atlanta, ahora invadida por caminantes. Se la ve jugando con Carl Grimes y un par de gemelos llamados Billy y Ben, y los testigos Carl y su madre Lori se reúnen con su padre, Rick, con el grupo bajo la guía de Rick en reemplazo de Shane Walsh (quien muere a manos de Carl, cuando este intento asesinar a su padre). El grupo llega a una comunidad cerrada y abandonada llamada Wiltshire Estates. El grupo comienza a establecerse allí, y Sophia, su madre Carol y el resto del grupo disfrutan brevemente viviendo en casas y durmiendo en camas (a diferencia de la concurrida RV de Dale en la cual el grupo tenía Pasamos todo el invierno). Sin embargo, el grupo pronto descubre que, tras un examen más detenido, el área en realidad está sobrepasada; La muerte de Ben y la madre de Billy, Donna, se produce como resultado. Son recibidos brevemente en la granja de Hershel Greene, después de que Carl recibe un disparo de su vecino Otis y lo llevan allí para que lo operen. Tras la recuperación de Carl, el grupo abandona la propiedad de Hershel y vuelve a presionar su suerte en el camino.
Después de pasar mucho tiempo viajando, el grupo se encuentra en una prisión abandonada, en la que dejan de caminar y luego se instalan. Sophia se mudó a una celda con Carol y su novio Tyreese, a quienes el grupo había rescatado un rato antes de descubrir Wiltshire Estates. Un día, mientras Sophia está jugando a las cartas con Carl, ella le hace una pregunta sobre su carta y luego si él quiere ser su novio. Él rechaza su oferta y los dos siguen jugando. Cuando una recién llegada llamada Michonne llega a la prisión, comienza a desarrollar sentimientos por Tyreese, que Carol nota con gran incomodidad. Pronto, se involucran en tener relaciones sexuales, como Carol descubre tristemente desde la distancia. Debido a esto, Sophia recibe muy poca atención de su madre y posteriormente, se traumatiza cuando intenta suicidarse directamente frente a ella.
La espiral descendente de Carol finalmente llega a un punto de ruptura, lo que hace que ella intente suicidarse una vez más. Se acerca y comienza a hablar con un caminante que otra recién llegada llamada Alice había estado usando para investigar y luego se acerca y le permite morderla suicidándose en el acto. Andrea la deja en el suelo y luego la entierran en el patio de la prisión, donde Sophia lamenta la pérdida de su madre. Sophia permanece en un estado catatónico durante mucho tiempo después, a medida que la vida se vuelve cada vez más peligrosa para el grupo, Andrea y Dale se separan del grupo y se llevan a Sophia, Ben, Billy, la hija de Hershel, Maggie y Glenn, tras esta decisión, una comunidad rival llamada Woodbury, que quiere hacerse cargo de la prisión, asalta un ataque al grupo y mata a todos con éxito, excepto a Rick, Carl y Michonne, los tres regresan a la granja de Hershel para descubrir al resto del grupo que vive allí. Mientras se reúnen, Sophia se refiere a Maggie como su "madre" y esto le ocasiona a Carl una confusión.
Un grupo de sobrevivientes pronto aparece en la granja, uno de ellos afirma ser un científico que sabe cómo puede detener el brote y se dirige a Washington D. C. para desarrollar la cura. Esto envía al grupo a la carretera de nuevo. En el camino, se revela que el científico, Eugene, había estado mintiendo acerca de cómo saber una cura (habiéndolo inventado para protegerlo). Son recibidos por un hombre llamado Aaron, quien dice que puede llevarlos a una comunidad segura en Alexandria, cerca de Washington D. C. Rick confía en él, y pronto se les permite a todos vivir en la Zona Segura de Alexandria. Sophia comparte una casa con Glenn, Maggie y Andrea. Se adapta bien a su nuevo entorno e incluso participa en un evento de Halloween organizado por el líder de la comunidad, Douglas Monroe. Durante este tiempo ella también comienza a llamar a Glenn su padre; sin embargo, cuando supera sus temores establecidos por el mundo exterior, ella le admite a él y a Maggie que sabe que no son sus verdaderos padres, y también comienza a reconocer la existencia previa de Carol.

### Adaptación de TV

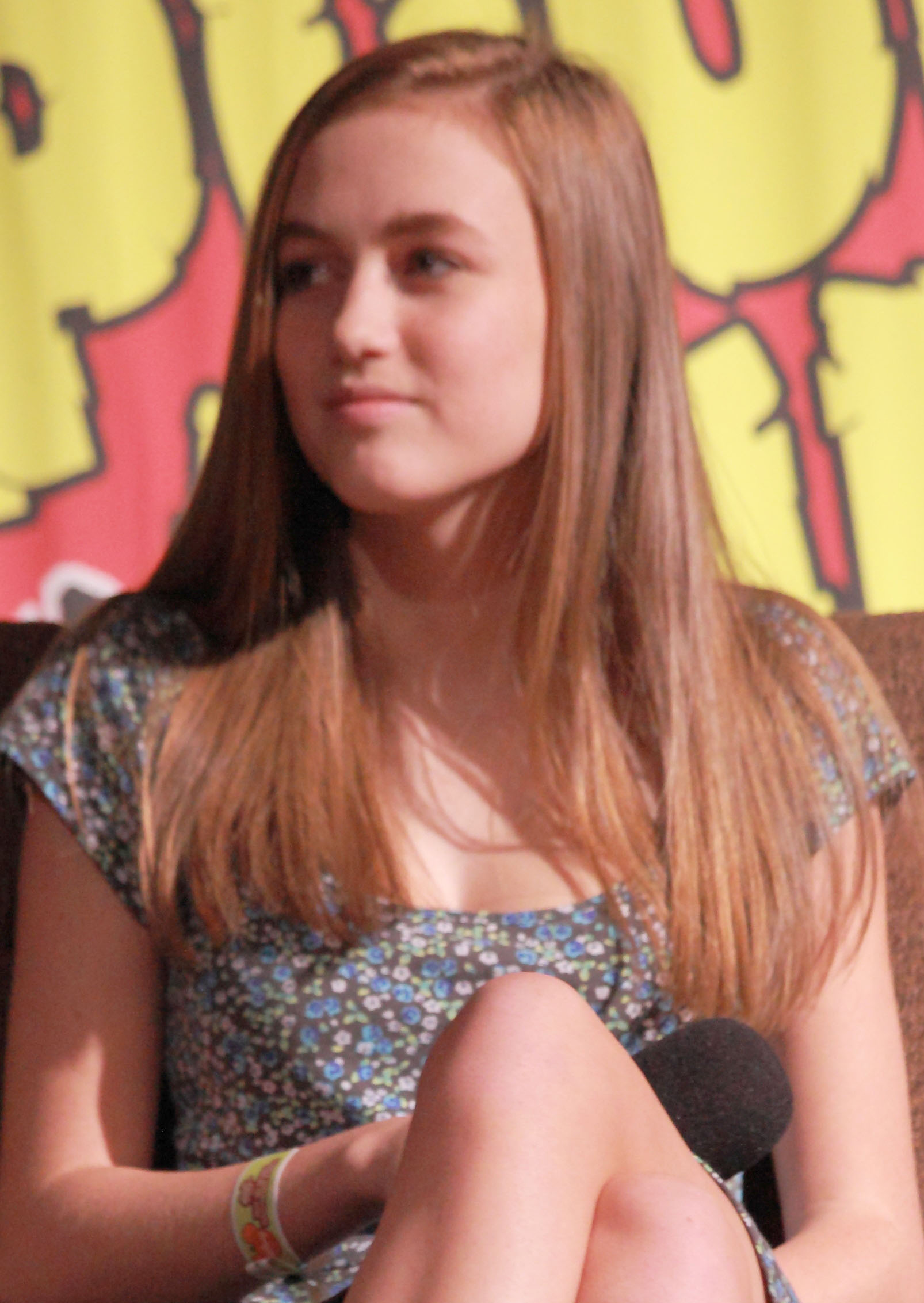
La joven actriz estadounidense Madison Lintz fue elegida para encarnar a la pequeña Sophia Peletier en un rol recurrente durante la primera y segunda temporada.

### Temporada 1
En el episodio Tell It to the Frogs, Sophia normalmente pasaba su tiempo junto a su mamá o jugando con los otros niños del lugar, y al igual que su madre, era muy sumisa a las órdenes que imponía su padre y no hablaba mucho. Un día mientras jugaban en el bosque junto con Carl, ambos encontraron a un zombi devorándose un venado y salieron corriendo horrorizados hacia donde se encontraban los adultos. Los niños fueron socorridos por los mayores quienes acabaron con el caminante antes de que pudiera causar algún daño. En Vatos, Cuando Jim comenzó a comportarse de manera extraña, Sophia estuvo presente durante la inquisición que le realizaron los demás miembros del grupo para saber si estaba infectado y se asustó bastante de la manera de comportarse del hombre. Luego, mientras Sophia estudiaba junto con su madre, Carl y Lori al costado de un delirante Jim, esta escucho atenta las cosas que el hombre balbuceaba acerca del apocalípsis y el fin del mundo. Cuando el hombre se disculpo por asustarla Sophia simplemente se quedó callada. Finalmente más tarde ese día, mientras Sophia se preparaba para ir a cenar junto con el resto de los campistas su padre la tomó del brazo pervertidamente y le pidió que se quede a hacerle compañía en la carpa pero Carol la rescató visiblemente consternada por la propuesta indecente de éste. Mientras cenaban, una horda de caminantes invadió el campamento y comenzó una masacre de la cual pocas personas, entre ellas Sophia y su madre, lograron salvarse. En el episodio Wildfire, Tras el ataque al campamento Sophia permaneció muy asustada al lado de su madre mientras los otros campistas acababan con los cuerpos y a pesar de la muerte de su padre durante la masacre no se mostró muy consternada por ello. Luego de que el grupo decidiera abandonar el campamento por ser bastante inseguro y los Morales anunciaran que partirían rumbo a otro destino en busca de posibles familiares con vida, Sophia muy triste se despidió de sus amigos y entonces recibió una muñeca de trapo como regalo de su amiga Eliza para que no los olvide. Sophia emprendió la marcha junto con su madre y el resto de los campistas rumbo al Centro de Control de Enfermedades y al llegar se asustó mucho cuando encontraron todo el lugar abandonado y los zombis comenzaron a rodearlos. En TS-19, Sophia miro fascinada como las puertas del CDCE se abrieron repentina y milagrosamente y tras ingresar al lugar pronto conoció junto con el resto de las personas al encargado del lugar. Luego de que el grupo se instalara en el establecimiento, Sophia disfruto de las comodidades y lujos que ofrecía el sitio y pasó su tiempo leyendo libros junto con Carl en la sala recreativa. Cuando todos se enteraron de que el lugar por entero haría explosión por haberse quedado sin combustible, Sophia completamente aterrada por no querer morir permaneció todo el tiempo alado de su madre finalmente tras conseguir escapar del lugar, continuó viajando con el resto del grupo sin rumbo fijo.

### Temporada 2
En la premier de la temporada, What Lies Ahead, Cuando el grupo quedó varado en una autopista llena de vehículos abandonados, Sophia al igual que los otros comenzó a recorrer el lugar con la advertencia de su madre de no alejarse mucho de su vista. Cuando repentinamente un rebaño de caminantes comenzó a atravesar por el lugar, Rick le ordenó a todos esconderse debajo de los vehículos y entonces Carl y Sophia rápidamente así lo hicieron. Sophia abrazó con fuerza su muñeca mientras el rebaño pasaba alrededor de ella y finalmente cuando el peligro parecía haber pasado, la niña comenzó a salir de su escondite sin saber que aún quedaban caminantes merodeando. Sophia fue descubierta por las criaturas y completamente aterrada corrió hacia un bosque cercano y comenzó a ser perseguida por los monstruos. Rick corrió detrás de ella para rescatarla y cuando logró alcanzarla, Sophia intentó tomar su arma para dispararle a las criaturas pero el hombre le explicó que eso solo los pondría en más peligro. Rick corrió por el bosque con Sophia en brazos y la escondió entre la maleza que había al costado de un arroyo explicándole lo que debía hacer cuando éste se alejase para acabar con los caminantes, y aunque Sophia le suplicó que no la dejase sola, el hombre se excusó diciendo que era la única forma que tenían para salvarse. Luego de que Rick se alejase con los caminantes detrás de él, Sophia salió lentamente de su escondite y comenzó a seguir los pasos que Rick le había indicado. Sin embargo la niña nunca regresó a la carretera y desapareció misteriosamente. En Bloodletting, Debido a que Sophia había desaparecido y a Carl lo habían herido de gravedad, el grupo tomó refugio en una granja cercana donde el dueño los dejó quedarse hasta que solucionen los dos problemas y desde donde los sobrevivientes de Atlanta comenzaron a organizar la búsqueda de la niña. En Save the Last One, Rick organizó varias expediciones para tratar de encontrar a Sophia y Daryl fue el que más empeño puso en la búsqueda, inclusive saliendo a mitad de la noche a buscarla por la carretera. En Cherokee Rose, Durante una de sus expediciones Daryl encontró en una casa abandonada rastros de alguien con la estatura de Sophia que había tomado refugió allí y a pesar de no encontrar más rastros de la niña, le comunicó su descubrimiento al grupo. En Chupacabra, Los días siguieron pasando y Sophia continuó sin aparecer a pesar de las constantes búsquedas y entonces Shane manifestó su deseo dejar de buscarla puesto que posiblemente ya estaba muerta y solo los estaba poniendo en peligro. Sin embargo, luego de que Daryl encontrara la muñeca de trapo de Sophia tirada en un arroyo cercano a la granja, la esperanza del grupo de encontrar a Sophia se vieron avivadas. En Pretty Much Dead Already, luego de enterarse de que en el granero había caminantes. El grupo de Atlanta acaba con la mayoría de estos, hasta que finalmente, una zombificada Sophia sale del granero ante la triste mirada de todos y Rick le da fin a su existencia. En Nebraska, Sophia es enterrada en la granja junto con los familiares fallecidos de los Greene.

## Desarrollo y recepción
Gina McIntyre para Los Angeles Times se refirió al estreno de la segunda temporada "What Lies Ahead" como "emocionante" y "desgarradora", citando la desaparición de Sophia y el asesinato de Carl. Derek Boeckelmann de Daily Nexus elogió las secuencias de suspenso del episodio, afirmando que "el programa pone a Carl y Sophia, los sobrevivientes más jóvenes, en el borde del peligro muchas veces" en el episodio. Zack Handlen de The A.V. Club sintió que la desaparición de Sophia fue ideada. Josh Jackson de Paste sintió que la parcela lateral de la búsqueda continua de Sophia toma un segundo plano a los eventos con la familia de Rick en la granja en "Bloodletting". Alan Sepinwall de [HitFix] comentó en su reseña de "Save the Last One" que con todo el tiempo dedicado a detenerse en ese atasco de tráfico y buscando a Sophia, "el programa y sus personajes parecen ir a ninguna parte rápido". Mark Maurer de The Star-Ledger opinó que la búsqueda de Sophia había durado lo suficiente, y que el próximo episodio sería el momento adecuado para traerla de vuelta. Nate Rawlings de Time comentó sobre la situación con la aún perdida Sophia que el programa "realmente sabe cómo alargar una situación, ¿no?"
El Periodista Nate Rawlings de Time se quejó en su crítica de "Cherokee Rose" que Sophia había estado "desaparecida durante un mes en lo que se ha convertido en una increíble arrastrada subtrama". Andrew Conrad de The Baltimore Sun reflexionó: "¿Y cuándo van a terminar todo esto de Sophia? Estoy listo para que la encuentren como una niña zombie y haga lo que se debe hacer, tenga una reunión feliz, o simplemente deje que toda la trama secundaria muera. ¡Pero por favor, deje de arrastrarla!" Zach Handlen de The A.V. Club comentó sobre el problema de Sophia: "En este punto, su desaparición se ha convertido en uno de esos chistes que se prolongan tanto que deja de ser gracioso, luego continúa y en algún momento puede comenzar a ser gracioso.--o interesante--otra vez." Darren Franich de Entertainment Weekly ccomentó que si Sophia resulta ser un zombi, "todos nos reiremos , y ríe, y llora, y ríe". Nick Venable de Cinema Blend se encontró "horrorizado" por el hecho de que la trama sobre la búsqueda de Sophia todavía se consideraba digna de regresar: "La poca compasión que sentía por el personaje de Carol ha sido reemplazada por un bostezo eterno. Si Sophia regresa de una manera que se parece a cualquier cosa normal sin fanfarria, estoy buscando a una niña real llamada Sophia, y voy a darle un puñetazo en la cara."
A pesar de que inicialmente estaba sorprendida de que su personaje fuera asesinado en "Pretty Much Dead Already", la actriz Madison Lintz llegó a la conclusión de que comprendía que era una consecuencia del espectáculo. Lintz afirmó que retratar a un caminante fue una experiencia acogedora para ella, y declaró que "iba a mirar hacia atrás y decir que fue increíble". Lintz se enteró del destino de Sophia "más o menos un mes antes de que lo grabáramos, lo cual fue bueno, porque a veces simplemente te permiten descubrir cosas al leer el guión, por lo que fue una suerte. [Productor ejecutivo] Gale Ann Hurd nos llamó y nos dijo. Estaba triste porque no podría ver a todos los días después de eso, pero resultó muy bien. Sin embargo, no sabía que iba a ser un gran problema". Robert Kirkman sintió que matar a Sophia agregaría más dimensión al espectáculo, así como también agregaría más flexibilidad a su progresión en la historia. "Cuando surge una buena idea, tienes que seguirla", expresó. "Sophia es un personaje que sigue vivo en la serie de cómics y que ha contribuido bastante a la narrativa general y ha informado mucho. de líneas de historia para muchos personajes diferentes. El hecho de que Carol [...] sobreviva a su hija y no al revés, como ocurre en los cómics, llevará a historias interesantes pero diferentes ".
Janet Turley de The Huffington Post afirmó que la escena final del episodio que involucra la muerte de Sophia fue "ficción que no tiene miedo de provocar", mientras que Eric Goldman de IGN lo describió como un "escenario absolutamente horrible". Para CNN opinó y dijo: "la secuencia [los dejo] con una escena final de la que hablaremos hasta entonces." Escribiendo para New York Starlee Kine afirmó que contenía cualidades cinematográficas, y sintió que la escena era "satisfactoria, triste y divertida". Ella escribió: "Fue todo lo que siempre quisiste que fuera este programa. ¡Zombis más sin diálogo, una combinación tan ganadora! Y qué maravilloso fue que Sophia estuviera muerta en lugar de estar increíblemente viva en algún lugar, escondida con Merle o Morgan o con aquellos miembros de pandillas de buen corazón. en Atlanta. Y como se le concedió más tiempo en pantalla que cuando estaba viva, finalmente pudimos preocuparnos por la pérdida de su corta y joven vida ". Jen Chaney de The Washington Post hizo eco de los sinónimos; "Realmente, los momentos finales del último episodio antes de la pausa de Diciembre /Enero de la serie AMC se jugaron como un final de fuegos artificiales el 4 de julio, asumiendo que las celebraciones del 4 de julio normalmente incluyen zombis y una pila de cadáveres". Time el periodista Nate Rawlings llegó a la conclusión de que era la resolución perfecta para lo que él llamó "la subparcela más lenta de la televisión". Gina McIntyre de Los Angeles Times consideró que la secuencia final era el momento más memorable del episodio y declaró que era difícil de ver.
Ken Tucker de Entertainment Weekly afirmó que la escena reestableció The Walking Dead a su forma completa, así como que redimió la "falta de valor general de la temporada hasta el momento". Escribiendo para [HitFix] Alan Sepinwall reflejó pensamientos similares y observó que era lo suficientemente efectivo como para mantener a los espectadores charlando hasta el siguiente episodio. Zack Handlen de The A.V. Club', resumió: "La revelación de Sophia es un golpe en la tripa, porque la ficción narrativa nos enseña que mientras más se pierda alguien, mayor será la posibilidad de que salga con vida; de lo contrario, ¿dónde estaría el drama? De esta manera, la niña transforma lo que debería haber sido anti-clímax en una reinvención de una historia completa. No es suficiente para que las partes malas de los episodios anteriores sean geniales, pero sí demuestra que los escritores tenían más información sobre su mente más que detenerse". Mark Maurer de  The Star-Ledger  consideró que, aunque era previsible, el segmento estaba "bien ejecutado". Josh Wigler de MTV dijo que la historia finalizó "de una forma mucho más oscura de lo que cualquiera podría haber imaginado".
Redactando para Los Angeles Times Gina McIntyre señala en su revisión de "Nebraska" que el episodio comienza con "Rick y los demás paralizados por la comprensión de que Sophia no solo está más allá de salvar, sino que ha estado cerca todo el tiempo". Escribiendo para HitFix, el redactor Alan Sepinwall describe cómo la escena de apertura ", recogiendo segundos después de que Rick introdujo una bala en el, Lo que solía ser Sophia, era genial: la emoción se sentía tan palpable como lo era a fines de noviembre". Sin embargo, afirmó que aunque el espectáculo lo hizo sentir "el peso de la pérdida de Sophia en ese momento en que salió del establo en noviembre, una vez que las cosas se calmaron, volvió a ser una no-entidad". (Cuando Glenn se lamentó de eso. habían perdido a otros, pero "Esta era Sophia", me preguntaba si tal vez él estaba hablando de una versión alternativa del espectáculo donde Carol y Sophia eran los personajes principales y Carl solo era relevante como el compañero de juegos ocasional de Sophia.) Scott Meslow redactando para The Atlantic comento: "De" Nebraska "queda claro que' 'The Walking Dead' 'apostaba a que nos preocupemos por la muerte de Sophia, una gran tarea, ya que ella no había tenido nada pero silencioso, no memorable tiempo de pantalla antes de su desaparición, e impidió que nuestros héroes abandonaran la granja para hacer algo más interesante después. Pero si los espectadores del programa no lloran la muerte de Sophia, sus personajes son, con reacciones que van desde la huelga (el impotente de Daryl, furia apenas contenida) a melodramática (Carol sollozando y arrancando rosas Cherokee, en una llamada no muy sutil a un episodio anterior)."